# Hong Kong Broadband Network
«Hong Kong Broadband Network Ltd.» («HKBN») (китайское название фирмы 香港寬頻) — расположенный в Гонконге Интернет-провайдер. Компания — крупнейший провайдер домашнего высокоскоростного Интернета с использованием оптоволоконных каналов. В январе 2016 года доля клиентов HKBN составила 37,7 % от всех пользователей домашнего Интернета и 15,4 % всех корпоративных клиентов в Гонконге.
HKBN предоставляет свои услуги как в Гонконге, так и в Гуанчжоу. В компании работает около 2.900 сотрудников.
Hong Kong Broadband Network Ltd. является подразделением HKBN Ltd. Hong Kong Stock Exchange Stock Code: 1310.